# Mykyta Szewczenko
Mykyta Rusłanowycz Szewczenko, ukr. Микита Русланович Шевченко (ur. 26 stycznia 1993 w Gorłowce) – ukraiński piłkarz grający na pozycji bramkarza.

## Kariera piłkarska

### Kariera klubowa
Wychowanek klubu Szachtar Donieck, barwy którego bronił w juniorskich mistrzostwach Ukrainy (DJuFL). 9 kwietnia 2011 rozpoczął karierę piłkarską w trzeciej drużynie Szachtara Donieck. Podczas przerwy zimowej sezonu 2010/11 został wypożyczony do Illicziwca Mariupol. W lipcu 2013 został wypożyczony do Zorii Ługańsk, w barwach której 5 października 2013 debiutował w Premier-lidze. W lipcu 2016 wrócił do Szachtara. 3 września 2018 został wypożyczony do Karpat Lwów. 12 lutego 2019 podpisał kontrakt z Zorią Ługańsk.

### Kariera reprezentacyjna
Występował w juniorskich reprezentacjach Ukrainy. Od 2013 regularnie jest powoływany do młodzieżowej reprezentacji Ukrainy.

## Sukcesy

### Sukcesy klubowe
Szachtar Donieck
- mistrz Ukrainy: 2012/13, 2016/17, 2017/18
- zdobywca Pucharu Ukrainy: 2012/13, 2016/17, 2017/18
- zdobywca Superpucharu Ukrainy: 2012, 2017